# Diplazium stenolepis
Diplazium stenolepis är en majbräkenväxtart som beskrevs av Ren-Chang Ching.
Diplazium stenolepis ingår i släktet Diplazium och familjen Athyriaceae. Inga underarter finns listade i Catalogue of Life.